# Megadeth
Megadet (engl. Megadeth - 'Velika smrt' u slobodnom prevodu) je američki treš metal bend iz Los Anđelesa, država Kalifornija. Bend su 1983. godine formirali gitarista Dejvid Skot Mastein i basista Dejvid Elefson. Bend se smatra jednim od pionira treš metala, pripada tzv. "velikoj četvorci" američke treš metal scene, rame uz rame sa Antraksom, Metalikom i Slejerom. Muziku Megadeta karakterišu brzi ritmovi i kompleksni aranžmani, dok kroz tekstove provejavaju teme o smrti, ratovima, politici i religiji.
Godine 1985. objavljuju svoj debi album za nezavisnu izdavačku kuću Combat Records. Solidan komercijalni uspeh ovog albuma privlači pažnju većih izdavača, što dovodi bend do ugovora sa Capitol Records. Sledeći album Peace Sells... but Who's Buying (u prevodu Mir prodajem...ali ko kupuje) izašao je 1986. i imao veliki uticaj na underground metal scenu. Bez obzira na istaknutost albuma u treš metal zajednici, česte svađe između članova benda i problemi sa zavisnošću i problemima sa alkoholizmom pevača i frontmena Dejva Mustejna, donele su Megadetu negativan publicitet u ovom periodu.

## O grupi
Grupu se 1983. godine formirali Dejv Mastejn i Dejvid Elefson, nakon što je Mastejn otpušten iz Metalike.  Ime benda je smislio Dejv Mustejn ,nakon što je u autobusu našao propagandni pamflet lokalnog političara na kom je između ostalog pisalo 'Megadeth '. bend je prošlo ukupno 20 muzičara, pa su od začetka benda jedino Mastejn i Elefson ostali kao stalni članovi, s tim da je Elefson 2002. napustio bend, no vratio se 2010. godine. Bend je do sada izdao petnaest studijskih albuma, a najpoznatiji su Rust in Peace iz 1990, te Countdown to Extinction iz 1992, koji je bio nominovan za Gremi. Glavne teme njihovih pesama, koje uglavnom piše Mastejn, uključuju politiku, rat, te zavisnosti. Bend je nakratko bio prekinuo s radom 2002. kada je Mastejn doživeo težu povredu ruke. Nakon opravka 2004. nastavlja s radom. Svoj najnoviji album Dystopia bend je izdao u januaru 2016.

## Članovi
Sadašnja postava
- Dejv Mastejn – vokal, gitara (1983.–)
- Dirk Verberon – bubnjevi, udaraljke (2016.–)
- Dejvid Elfson– bas gitara, prateći vokal (1983—2002, 2010.–)
- Kiko Lourejro – gitara, prateći vokal (2015.–)

## Diskografija
Studijski albumi
- (1985)- 'Ubijanje mi je posao....a dobri je da imam posao!'
- (1986)- 'Mir prodajem ...ali ko kupuje?'
- (1988)- 'Do sad,dobri...pa šta!'
- (1990)- 'Istruni u Miru '
- (1992)- 'Odbrojavanje do istrebljenja '
- (1994) - sleng 'Eutanazija Mladosti'
- (1997) - 'Zagrobni natpisi'
- (1999) - 'Rizik'
- (2001)- 'Svet traži Heroja'
- (2004)- ' Sistem je propao'
- (2007) -'Ujedinjeno poklonstvo'
- (2009) -' Kraj igre'
- (2011)-'Trinaest '
- (2013)
- (2016)
- (2022)

## Spoljašnje veze
- Zvanična prezentacija benda (језик: енглески)